# Championnat d'Europe masculin de rink hockey 1963
Navigation
Championnat d'Europe masculin 1961 Championnat d'Europe masculin 1965
Le Championnat d'Europe de rink hockey masculin 1963 est la 26e édition de la compétition organisée par le Comité européen de rink hockey et réunissant les meilleures nations européennes. Cette édition a lieu à Porto, au Portugal.
L'équipe du Portugal remporte pour la neuvième fois le titre européen de rink hockey et pour la troisième fois consécutive.

## Participants
Neuf équipes prennent part à cette compétition.
- Allemagne
- Angleterre
- Belgique
- Espagne
- France
- Italie
- Pays-Bas
- Portugal
- Suisse : la commission technique de la fédération suisse retient la composition suivante, R. Barbey et F. Genoud pour les gardiens, R. Spillmann, V. Del Pedro et R. Chevalley pour les arrières et M. Laubscher, R. Lietchi et JP. Rieder pour les avants[1].

## Déroulement
Alors que lors des championnats d'Europe chaque pays propose un arbitre, le Portugal voit sa proposition de fournir six arbitres portugais rejeté. Ce à quoi elle tente de négocier, en proposant trois arbitres portugais, deux espagnols et italiens, et trois autres représentants le reste des pays. 
Les Pays-Bas battent la France par trois-zéro, soit le match score que la victoire espagnole sur la Belgique. La Suisse connaît une troisième défaite face au Portugal, mais avec une prestation remarquée du gardien suisse Barbey, alors que l'équipe helvétique n'a réussi à obtenir qu'une égalité face à l'Allemagne au terme de sa quatrième rencontres disputées. Mais sa victoire face à la hollande lors de la cinquième journée lui permet de remonter à la troisième place provisoire,. La Suisse doit de nouveau concéder une égalité, mais cette fois contre l'Angleterre. 
Le Portugal et l'Espagne s'affronte dans le match de clôture du tournoi. La « finale » voit s'imposer le Portugal. La Hollande en remportant sa rencontre face à l'Italie prendre la troisième place du championnat. La France termine dernière du championnat.

## Résultats
| Rang | Équipe     | Pts | J | G | N | P | Bp | Bc | Diff |  | Résultats  |  |     |     |     |     |     |      |      |     |
| ---- | ---------- | --- | - | - | - | - | -- | -- | ---- |  | ---------- |  | --- | --- | --- | --- | --- | ---- | ---- | --- |
| 1    | Portugal   | 16  | 8 | 8 | 0 | 0 | 59 | 6  | +53  |  | Portugal   |  | 2-0 | 7-1 | 4-1 | 8-2 | 7-1 | 13-1 | 14-0 | 9-0 |
| 2    | Espagne    | 14  | 8 | 7 | 0 | 1 | 29 | 6  | +23  |  | Espagne    |  |     | 2-1 | 5-1 | 5-2 | 5-0 | 5-0  | 3-0  | 4-0 |
| 3    | Pays-Bas   | 10  | 8 | 5 | 0 | 3 | 17 | 16 | +1   |  | Pays-Bas   |  |     |     | 0-2 | 3-2 | 2-0 | 2-1  | 5-2  | 3-0 |
| 4    | Suisse     | 9   | 8 | 3 | 3 | 2 | 21 | 19 | +2   |  | Suisse     |  |     |     |     | 3-3 | 3-3 | 2-2  | 5-1  | 4-1 |
| 5    | Italie     | 7   | 8 | 3 | 1 | 4 | 28 | 19 | +9   |  | Italie     |  |     |     |     |     | 4-0 | 1-4  | 7-0  | 7-1 |
| 6    | Angleterre | 7   | 8 | 3 | 1 | 4 | 16 | 23 | -7   |  | Angleterre |  |     |     |     |     |     | 2-0  | 8-2  | 2-0 |
| 7    | Allemagne  | 6   | 8 | 2 | 2 | 4 | 13 | 27 | -14  |  | Allemagne  |  |     |     |     |     |     |      | 2-2  | 3-0 |
| 8    | Belgique   | 3   | 8 | 1 | 1 | 6 | 9  | 45 | -36  |  | Belgique   |  |     |     |     |     |     |      |      | 2-1 |
| 9    | France     | 0   | 8 | 0 | 0 | 8 | 3  | 34 | -31  |  | France     |  |     |     |     |     |     |      |      |     |